# Elecciones municipales de Chile de 1900
Las elecciones municipales de 1900 fueron efectuadas el 23 de marzo. En esta ocasión, la Alianza Liberal y la Coalición, lograron un empate técnico en regidores, logrando la organización liberal un 52 % contra un 48 % de los conservadores. Mientras que las alcaldías, la Alianza Liberal logró un importante margen a favor con el 60 % de los sillones edilicios.

## Alcaldías 1900-1903

### Listado de alcaldes electos
Listado de alcaldes elegidos en las principales ciudades del país.
| Municipio | Municipio    | Alcalde electo                                   |
| --------- | ------------ | ------------------------------------------------ |
|           | Iquique      | Arturo del Río Racet Partido Liberal Democrático |
|           | Antofagasta  | Hermógenes Alfaro Saavedra Partido Conservador   |
|           | Coquimbo     | José Dolores Taborga Partido Nacional            |
|           | Viña del Mar | Juan Magalhaes Partido Radical                   |
|           | Valparaíso   | Enrique Fisher Rubio Partido Liberal             |
|           | Santiago     | Rodolfo Marin Partido Radical                    |
|           | Rancagua     | Juan Nicolás Rubio Partido Liberal               |
|           | Talca        | Galvarino Cruz Partido Radical                   |
|           | Concepción   | Zenón Herrera del Campo Partido Radical          |
|           | Temuco       | Pedro Aracena Partido Radical                    |
|           | Valdivia     | Luis Deppe Macke Partido Conservador             |
|           | Puerto Montt | José Doggenweiler Eisele Partido Nacional        |